# Legnatia albitarsis
Legnatia albitarsis là một loài tò vò trong họ Ichneumonidae.